# Championnats du monde de biathlon 2012
Navigation
Khanty-Mansiïsk 2011 Nové Město na Moravě 2013
La 50e édition des Championnats du monde de biathlon, organisée par l'Union internationale de biathlon, se déroule du 1er au 11 mars 2012 à Ruhpolding en Allemagne.
La compétition voit Martin Fourcade remporter trois titres mondiaux individuels comme Ole Einar Bjørndalen en 2009. Chez les femmes, Magdalena dispute ses derniers championnats du monde, décrochant son sixième titre individuel sur le sprint, tandis que Tora Berger confirme sa forme du moment avec deux titres à l'individuel et la mass start.

## Programme
|  | - Jeudi 1er mars : - Relais mixte - Samedi 3 mars : - Sprint hommes - Sprint femmes - Dimanche 4 mars : - Poursuite hommes - Poursuite femmes - Mardi 6 mars : - Individuel hommes | - Mercredi 7 mars : - Individuel femmes - Vendredi 9 mars : - Relais hommes - Samedi 10 mars : - Relais femmes - Dimanche 11 mars : - Mass start femmes - Mass start hommes |  |

| Mars 2012    | Mars 2012       | J 1   | V 2 | S 3   | D 4   | L 5 | M 6   | M 7   | J 8 | V 9   | S 10  | D 11  |
| ------------ | --------------- | ----- | --- | ----- | ----- | --- | ----- | ----- | --- | ----- | ----- | ----- |
| Hommes       | Individuel      |       |     |       |       |     | 15h15 |       |     |       |       |       |
| Hommes       | Sprint          |       |     | 12h30 |       |     |       |       |     |       |       |       |
| Hommes       | Poursuite       |       |     |       | 13h15 |     |       |       |     |       |       |       |
| Hommes       | Départ en masse |       |     |       |       |     |       |       |     |       |       | 13h30 |
| Hommes       | Relais          |       |     |       |       |     |       |       |     | 15h15 |       |       |
| Femmes       | Individuel      |       |     |       |       |     |       | 15h15 |     |       |       |       |
| Femmes       | Sprint          |       |     | 15h30 |       |     |       |       |     |       |       |       |
| Femmes       | Poursuite       |       |     |       | 16h00 |     |       |       |     |       |       |       |
| Femmes       | Départ en masse |       |     |       |       |     |       |       |     |       |       | 16h00 |
| Femmes       | Relais          |       |     |       |       |     |       |       |     |       | 15h15 |       |
| Relais mixte | Relais mixte    | 15h30 |     |       |       |     |       |       |     |       |       |       |

## Tableau des médailles
| Médailles | Pays        | Or | Argent | Bronze | Ensemble |
| --------- | ----------- | -- | ------ | ------ | -------- |
| 1         | Norvège     | 4  | 1      | 1      | 6        |
| 2         | France      | 3  | 5      | 0      | 8        |
| 3         | Allemagne   | 2  | 1      | 2      | 5        |
| 4         | Biélorussie | 1  | 1      | 0      | 2        |
| 4         | Slovénie    | 1  | 1      | 0      | 2        |
| 6         | Suède       | 0  | 2      | 3      | 5        |
| 7         | Russie      | 0  | 0      | 2      | 2        |
| 8         | Finlande    | 0  | 0      | 1      | 1        |
| 8         | Tchéquie    | 0  | 0      | 1      | 1        |
| 8         | Ukraine     | 0  | 0      | 1      | 1        |

## Tableau récapitulatif
| Individuel (20 km)             | Jakov Fak (SVN)                                                               | Simon Fourcade (FRA)                                                     | Jaroslav Soukup (CZE)                                                     |
| Sprint (10 km)                 | Martin Fourcade (FRA)                                                         | Emil Hegle Svendsen (NOR)                                                | Carl Johan Bergman (SWE)                                                  |
| Poursuite (12,5 km)            | Martin Fourcade (FRA)                                                         | Carl Johan Bergman (SWE)                                                 | Anton Shipulin (RUS)                                                      |
| Mass start (15 km)             | Martin Fourcade (FRA)                                                         | Bjorn Ferry (SWE)                                                        | Fredrik Lindström (SWE)                                                   |
| Relais (4 × 7,5 km)            | Norvège Ole Einar Bjørndalen Rune Brattsveen Tarjei Bø Emil Hegle Svendsen    | France Jean-Guillaume Beatrix Simon Fourcade Alexis Bœuf Martin Fourcade | Allemagne Simon Schempp Andreas Birnbacher Michael Greis Arnd Peiffer     |
| Femmes                         |                                                                               |                                                                          |                                                                           |
| Individuel (15 km)             | Tora Berger (NOR)                                                             | Marie-Laure Brunet (FRA)                                                 | Helena Ekholm (SWE)                                                       |
| Sprint (7,5 km)                | Magdalena Neuner (GER)                                                        | Darya Domracheva (BLR)                                                   | Vita Semerenko (UKR)                                                      |
| Poursuite (10 km)              | Darya Domracheva (BLR)                                                        | Magdalena Neuner (GER)                                                   | Olga Vilukhina (RUS)                                                      |
| Mass start (12,5 km)           | Tora Berger (NOR)                                                             | Marie-Laure Brunet (FRA)                                                 | Kaisa Mäkäräinen (FIN)                                                    |
| Relais (4 × 6 km)              | Allemagne Tina Bachmann Magdalena Neuner Miriam Gössner Andrea Henkel         | France Marie-Laure Brunet Sophie Boilley Anaïs Bescond Marie Dorin       | Norvège Fanny Welle-Strand Horn Elise Ringen Synnøve Solemdal Tora Berger |
| Mixte                          |                                                                               |                                                                          |                                                                           |
| Relais (2 × 6 km + 2 × 7,5 km) | Norvège Tora Berger Synnøve Solemdal Ole Einar Bjørndalen Emil Hegle Svendsen | Slovénie Andreja Mali Teja Gregorin Klemen Bauer Jakov Fak               | Allemagne Andrea Henkel Magdalena Neuner Andreas Birnbacher Arnd Peiffer  |